# Althea Mortimer
Althea Mortimer (20 de noviembre de 1908-enero de 1997) fue una sufragista y educadora bahameña.

## Biografía
Mortimer nació el 20 de noviembre de 1908 en Matthew Town, Inagua, hija de Samuel y Lilla Mortimer. Tras la muerte de su padre se mudó a Nasáu con su madre y su hermano mayor.
En su juventud se mudó a la ciudad de Nueva York con su hermano para encontrar trabajo y continuar su educación con clases nocturnas. Al regresar a Nasáu, trabajó como secretaria legal de Thaddeus A. (TA) Toote.
En 1947, abrió una escuela de mecanografía y taquigrafía en su casa, la cual dirigió durante 40 años.
Fue miembro del Movimiento por el Sufragio de la Mujer. Redactó documentos clave para defender el sufragio femenino y presentó seminarios para preparar a las mujeres para que ejerzan su derecho al voto.
Mortimer fue miembro fundadora y partidaria del Partido Liberal Progresista que abogó por el sufragio universal. Por su trabajo con el partido, fue nombrada Consejera Incondicional vitalicia del partido.
El Primer Ministro Lynden Pindling la honró como Mujer del Año por su logro como Educadora Comercial. Marion Bethel presenta a Mortimer en el documental “El movimiento por el sufragio femenino en las Bahamas”.